# Костоја (Белуно)
Костоја (итал. Costoia) је насеље у Италији у округу Белуно, региону Венето.
Према процени из 2011. у насељу је живело 34 становника. Насеље се налази на надморској висини од 1278 м.